# Ligueil
Ligueil je naselje in občina v osrednjem francoskem departmaju Indre-et-Loire regije Center. Leta 2012 je naselje imelo 2.246 prebivalcev.

## Geografija
Kraj leži v pokrajini Touraine ob reki Esves, 45 km južno od Toursa.

## Zgodovina
Naselbina se prvikrat omenja kot Liggogalus v letu 775.

## Uprava
Ligueil je sedež istoimenskega kantona, v katerega so poleg njegove vključene še občine Bossée, Bournan, La Chapelle-Blanche-Saint-Martin, Ciran, Esves-le-Moutier, Louans, Le Louroux, Manthelan, Mouzay, Saint-Senoch, Varennes in Vou s 8.109 prebivalci.
Kanton Ligueil je sestavni del okrožja Loches.

## Zanimivosti
- cerkev sv. Martina iz 12., prenovljena v 13. in 15. stoletju,
- dvorca Tourmelière in Epigny iz 17. oz. 18. stoletja,
- hospic iz konca 19. stoletja,
- Festival mleka.

## Pobratena mesta
- Hungerford (Anglija, Združeno kraljestvo);